# 833
833 (DCCCXXXIII, na numeração romana) foi um ano comum do século IX, do Calendário Juliano, da Era de Cristo, teve início a uma quarta-feira e terminou também a uma quarta-feira, e a sua letra dominical foi E.
| Ano completo                        |
| ----------------------------------- |
| Ano comum com início à quarta-feira |

## Eventos
- Aparição de Nossa Senhora da Abadia, também conhecida por Nossa Senhora do Bouro
- Luís I, o Piedoso, julgado, condenado e deposto pelos filhos

## Mortes
- 10 de agosto - Almamune, califa abássida de Bagdade, morto durante uma campanha militar contra os bizantinos em Tarso (n. 786).